# 杜聡明
杜 聡明（と そうめい、1893年8月25日 - 1986年2月25日）は、台湾人として初めて医学博士号を取得した医学者。字は思牧。従四位勲三等。

## 経歴

### 幼少期～学生時代
1893年、清朝統治下の台湾・淡水（現在の新北市淡水区）生まれ。9歳の時から淡水北新庄の車埕書房で学ぶ。11歳で滬尾公学校に入学し、滬永吉街での寄宿生活を送りながら17歳の時に首席で卒業する。1909年、台湾総督府医学校に首席で合格。しかし体格検査(丙下)で本来は不合格となるところであったが、当時の医学校校長・長野純蔵の計らいで入校が許された。在学中も勉学は一番であり、併せて体操、水泳、登山で体を鍛えた。1910年、清朝腐敗に対する革命の動きが高まると、同級生の翁俊明と共に中国同盟会に加入した。大学内に中国同盟会台湾通訊處が創られると、孫文によって通訊員が派遣され、杜聰明や蔣渭水らは皆入会した。1913年に中華民国総統・袁世凱への不満が高まった際には、翁俊明と共に北京へ赴いて、コレラ菌を水に入れて袁世凱を暗殺しようとしたが、成功しなかった。1914年、台湾総督府医学校を第13期卒業首席の成績を得て卒業。
卒業後は医学校校長・堀内次雄の協力もあり、1915年より日本に留学。京都帝国大学医学部に入学して内科と薬理学を専攻して学んだ。当初、堀内のは公費留学をさせようとしたが、杜聡明は公費受給となる条件に縛られるのを嫌って願書を出さず、私費留学した。1916年4月、中華革命党に入党。1921年、台湾総督府医学専門学校講師として台湾に戻り、翌年教授に就任。
家庭面では、1922年5月20日に林双隨(霧峰林家の娘)と結婚。同1922年12月16日、京都帝国大学で医学博士号を取得し、台湾人で初めて博士号を取得した人物となり、また台湾人初の医学博士となった。1928年、『台湾民報』で「漢方医学に関する研究方法の考察」を発表し、医学界の注目を集めた。1937年、台北帝国大学医学部教授に就任。薬理学講座と薬理学教室を受け持った。1944年、『薬理学概要』を出版。戦時下に日本名を強要された際には、従わなかった。

### 太平洋戦争以降
太平洋戦争終結後、1945年11月15日に台北帝国大学は国民政府に接収された。12月に国立台湾大学が発足すると、国立台湾大学医学部部長ならびに熱帯医学研究所所長として招聘された。1946年3月に台湾医学会会長に選出された。同年4月には陳立夫の推挙により中国国民党に入党し、同月より台湾省科学振興会理事長に就任。9月6日には国民参政会参政員に選出され、1947年1月まで務めた。
1947年、二・二八事件前に任じられた陸志鵬・国立台湾大学校長は、杜聰明を医学部部長、熱帯医学研究所所長、附屬医院院長を罷免した。医学部の魏火曜ら多くの台湾人スタッフが留任を求めて争いとなる。二・二八事件後、杜聰明は半年亡命生活を送り、半年後に復帰した。1948年8月1日、杜聰明は医学部部長と学長代理を兼任。1949年1月20日、学長職は傅斯年に引き継がれた。しかし、傅斯年がアメリカ式の医学教育を推し進めようとしたことから杜聰明との間で意見が相違することが多くあった。1950年12月20日、傅斯年が病没し、1951年2月からは銭思亮が学長となった。台大医学部に歯学科及び薬学科が開設された後、銭思亮との間でも意見衝突が生じ、1953年に医学部長の職を辞した。

### 高雄医学院時代
1953年7月に台湾大学を辞職すると、1954年「高雄医学院」（高雄医学大学の前身）を開設し、1966年に退官するまで院長を務めた。

## 研究内容・業績
- 「楽学至上，研究第一」を座右の銘として、その生涯を医学発展にささげた。戦前戦後を通じて台湾医学界の形成に尽力した。
- 研究者としては、アヘンやモルヒネ、毒蛇の研究に功績がある。減量弁毒療法や尿検査法を確立し、蛇毒成分からの鎮痛剤抽出や、赤痢特効薬の開発など、薬理学方面で特に業績を残した。

## 家族・親族
- 夫人：林雙隨（中国語版）は霧峰林家出身者。父の日本留学に伴って日本で修学し、青山女学院卒業。台湾で音楽教師を務めるなど当時の知識人女性であった。
- 三男：杜祖健（アンソニー・トゥ）は化学者。毒物学を専攻し、コロラド州立大学名誉教授、千葉科学大学教授。

## 著作
著書
- 『臺灣ニ於ケル阿片癮者ノ統計的調査』臺灣醫學會
- 『薬理学教室論文集』
- 『杜聡明言論集』
- 『中西医学史略』1971
- 『回憶録』杜聰明博士奨學基金會 1973
  - 再版 (中國現代自傳叢書) 龍文出版社 1989
- 『杜聰明 墨寶漢詩 紀念輯』杜淑純編、杜淑純 2008

共編著
- 『杜林雙隋女士追思録』編、杜聡明博士徳配林夫人治喪委員会 1969

## 杜聰明に関する参考文献
- 『台湾中西医学結合先駆:杜聰明教授』蘇奕彰・胡展榕著 花木蘭文化事業 2021年.
- 『中国名医列伝：呪術・漢方・西洋医学の19人』吉田荘人著, 中公新書 1992年[3].
- 『砂に書かれた記録 39、40』森於菟著『父親としての森鴎外』所収）筑摩書房 1969年.